# Estepona

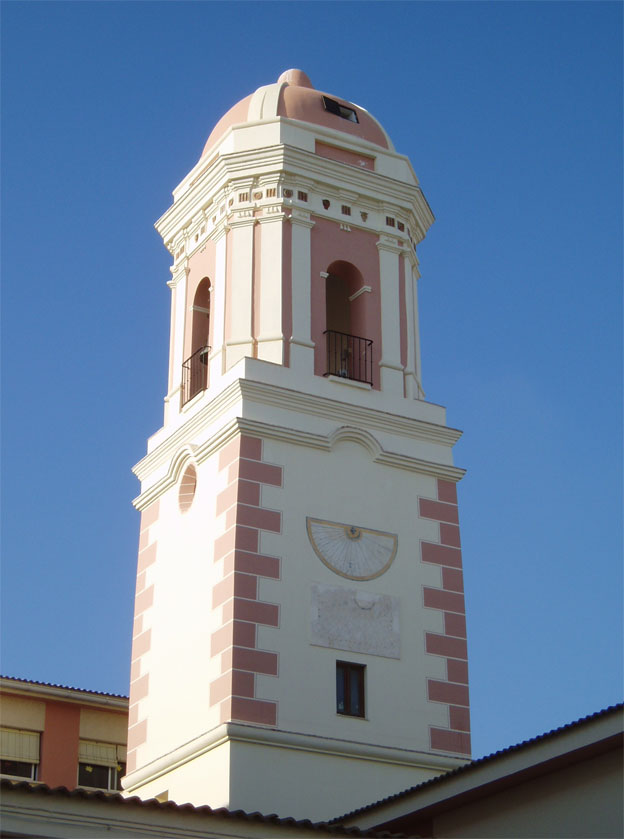
Klocktornet i Estepona.

Estepona (spanskt uttal: [esteˈpona]) är en stad och kommun i provinsen Málaga i den autonoma regionen Andalusien i södra Spanien. Den ligger på västra delen av Costa del Sol, cirka 72,5 kilometer sydväst om Málaga. Estepona har bergskedjan Sierra Bermeja i norr och Medelhavet i söder. Kommunen har 78 413 invånare (2024), på en yta av 137,37 km².
Estepona är en av de största kommunerna på hela kusten sett till ytan. Närbelägna flygplatser finns i Málaga och Gibraltar. Estepona har en strandpromenad, som löper längs staden och en hamn där det hålls en marknad varje söndag.